# Antonius Vesters
Antonius Vesters (Ammerzoden, 1743 – aldaar, 16 maart 1806) was pastoor en lid van de Tweede Nationale Vergadering en Grondwetgevende vergadering van de Bataafse Republiek. Hij was een van de eerste Rooms-katholieken in een Nederlandse nationale volksvertegenwoordiging.
Vesters werd geboren in een familie van rijke bierbrouwers. Zijn opa en vader hadden een brouwerij in Well, waar Antonius opgroeide. Vader Vesters had verschillende bestuursfuncties in de hoge heerlijkheid van Ammerzoden en behoorde tot de meest invloedrijke personen van Ammerzoden en het nabijgelegen Well. Antonius volgde in Megen een katholieke opleiding en werd in 1767 in Luik tot priester gewijd.
Antonius Vesters had tot 1781 een wetenschappelijke carrière. Hij studeerde theologie in Leuven en doceerde aan de minderbroedersscholen van Lichtenberg, Turnhout, Venlo en Brussel. In 1781 keerde hij als missionaris terug naar Well/Ammerzoden.
Met de komst van de Bataafse Republiek werd de achterstelling van katholieken afgeschaft. Vesters werd voor het district van de Bommelerwaard gekozen in de Tweede Nationale Vergadering en de Constituerende Vergadering. Hiermee was hij niet alleen een van de eerste katholieken in een Nederlandse volksvertegenwoordiger, maar ook de eerste Bommelerwaarder. Tot zijn dood in 1806 bleef hij priester in Ammerzoden.